# Zineb Triki
Zineb Triki (em árabe: ﺯﻳﻨﺐ ﺗﺮﻳﻜﻲ; nascida em 1980) é uma atriz francesa de ascendência marroquina, conhecida por seu papel como Nadia El Mansour na série de televisão francesa The Bureau.

## Biografia
Zineb Triki nasceu em 1980 no Marrocos. Ela frequentou uma escola francesa, onde estudou teatro e dança clássica. Ela se mudou para Paris aos 15 anos para frequentar o ensino médio.
Ela se formou em ciências políticas na Universidade McGill, no Canadá. Ela fez um estágio na sede da ONU em NY em 2003. Ela obteve o título de mestre em ciência política pela Universidade Sorbonne em Paris, depois obteve outro título de mestre em produção audiovisual em Paris.
Triki começou sua carreira de atriz a sério a partir de 2009, com papéis curtos em 14h05 e The Misadventures of Franck and Martha. Seus primeiros papéis no cinema foram em Deux fenêtres em 2013 e La Marche verte (2016).
Sua atuação como mãe de Nassim no filme De toutes mes forces de 2017 foi descrita como luminosa, neste papel curto e difícil.

## Filmografia
Triki atuou nas seguintes séries de televisão e filmes:
- 2009: 14h05
- 2009: The Misadventures of Franck and Martha
- 2013: Deux fenêtres
- 2014: Hard Copy (comédia de teatro)
- 2016: Glacé (série de TV) - Charlène
- 2016: La Marche verte (filme)
- 2015–2020: The Bureau (série de TV) - Nadia El Mansour
- 2017: De toutes mes forces (Filme) - Mãe de Nassim
- 2017: Les grands esprits (Filme) - Agathe
- 2019: Attachè (Série de TV) - raåna
- 2020: Homeland (série de TV) - Juiz Haziq Qadir